# Tipula distifurca
Tipula distifurca är en tvåvingeart som beskrevs av Alexander 1942. Tipula distifurca ingår i släktet Tipula och familjen storharkrankar. Inga underarter finns listade i Catalogue of Life.